# Gillebeek
De Gillebeek is een beek in Vlaams-Brabant in België die behoort tot het stroomgebied van de Schelde. De Gillebeek ontspringt te Limbos nabij Beigem, gaat over in de Kelkebeek en mondt uit in de Maalbeek vlak bij de Willebroekse Vaart.  Het Lintkasteel werd aan de Gillebeek opgetrokken.
Een groot gedeelte van de Gillebeek is overwelfd.  Ten oosten van de Gustaaf De Donderstraat is de Gillebeek een open waterloop. In 2012 heeft men de Gillebeek in zijn natuurlijke loop hersteld ten oosten van het Lintkasteel. Waar de beek voorheen overwelfd was onder de Lintkasteelstraat en als gracht naast de Gasthuispachthofstraat liep, werd de loop van de beek tweehonderd meter naar het noorden verplaatst om er door de weilanden te kronkelen.